# Zinkblende-Struktur

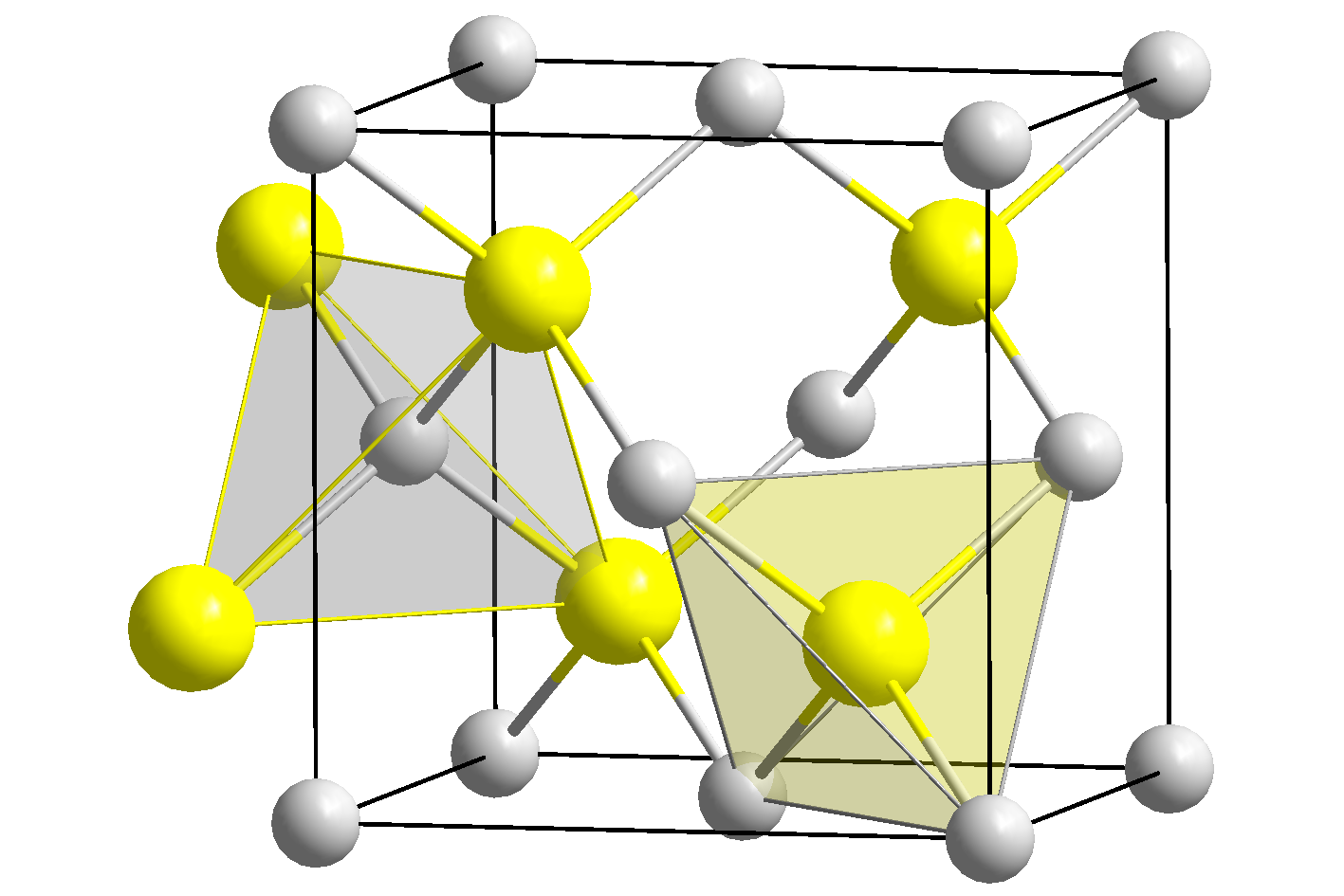
Zinkblende/Sphalerit-Struktur (α-ZnS)

Die Zinkblende-Struktur oder auch Sphalerit-Struktur beschreibt einen Kristallstrukturtyp, in dem eine Reihe schwach polarisierter Ionenverbindungen kristallisieren. In reinen Ionenverbindungen sind keine solche Strukturen bekannt.
Aufgrund des Verhältnisses der Ionenradien im Sphalerit (Zinkblende, Zinksulfid, ZnS) bilden die Sulfid-Anionen eine kubisch-dichteste Kugelpackung in Form einer kubisch flächenzentrierten Elementarzelle (KfZ, fcc), worin die kleineren Zink-Kationen sich regelmäßig in der Hälfte (4) der insgesamt 8 Tetraederlücken aufhalten.
Wie die Diamantstruktur besteht die Zinkblendestruktur aus einem kubisch-flächenzentrierten Gitter und der Basis {(0,0,0), (1/4,1/4,1/4)}. Im Unterschied zur Diamantstruktur, in der beide kristallographischen Lagen von C-Atomen besetzt sind, liegen hier auf (0,0,0) S-Ionen und auf (1/4,1/4,1/4) Zn-Ionen. Dadurch verringert sich die Symmetrie (siehe dazu auch Rotationsachse) von kubisch-hexakisoktaedrisch auf kubisch-hexakistetraedrisch.
- Die Tetragyre <100> wird zur Tetragyroide,
- die Trigyroide <111> wird zur Trigyre,
- eine Spiegelebene (100) und eine Digyre <110> verschwinden.

Die Raumgruppe der Zinkblende-Struktur ist 216 oder F43m (in Hermann-Mauguin-Symbolik); die Strukturbericht-Bezeichnung lautet "B3".

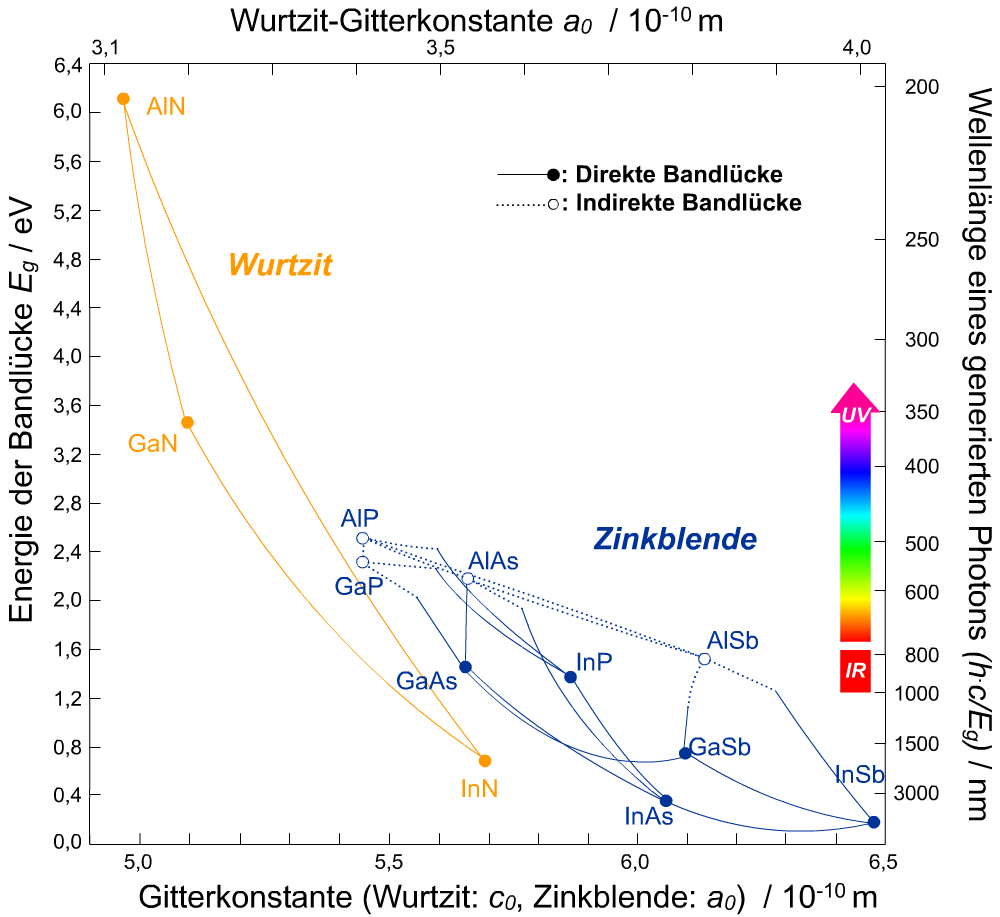
Bandlücke und Gitterkonstante von III-V-Halbleitern. Die Linien zwischen den Elementen stehen für ternäre Verbindungen.

Neben dem Namensgeber Zinkblende (ZnS) kristallisieren noch einige andere Materialien – vornehmlich Halbleiter – in dieser Kristallstruktur. Dazu zählen unter anderem die I-VII-, II-VI- und III-V-Verbindungshalbleiter, wie zum Beispiel CuCl, AgI, ZnS und SiC. Wichtigster Vertreter ist wahrscheinlich das Galliumarsenid (GaAs).
In Konkurrenz zur Zinkblende-Struktur steht die hexagonale Wurtzit-Struktur, in der andere wichtige Halbleiter kristallisieren, darunter GaN. Die nebenstehende Abbildung gibt einen für die Anwendungen wichtigen vergleichenden Überblick.